# Kerlingarfjörður
Kerlingarfjörður är en fjord i republiken Island.   Den ligger på norra sidan av Breiðafjörður i regionen Västfjordarna, 170 km norr om huvudstaden Reykjavík. I fjorden finns en smal sidogren som heter Mjóifjörður (″den smala fjorden″).
Kerlingarfjörður är knappt 3 km bred men sträcker sig cirka 7 km in i landet – eller 9 km om den inre spetsen (Mjóifjörður) medräknas.  Kerlingarfjörður avgränsas från Kjálkafjörður i väster av näset Litlanes (med Litlanesfjall) och i öster från Skálmarfjörður av halvön Skálmarnes.
Namnet Kerlingarfjörður betyder ″Käringfjorden″. Ordet kerling är vanligt i namn på berg och stora stenar, och kan möjligen syfta på fristående klippor (drangar) i landskapet, vilka ibland har liknats vid trollkäringar eller jättinnor.